# Mãe Lü
Mãe Lü (morreu em 18 DC) foi uma líder rebelde que lutou na época da Dinastia Xin na China antiga. Deu início a uma insurgência camponesa depois que seu filho foi executado pelo governo por um delito leve. Depois que morreu de uma doença, seus seguidores se juntaram à Revolta dos Sobrancelhas Vermelhas, que desempenhou um papel significativo na queda da Dinastia Xin e na restauração da Dinastia Han por Guang Wudi (Liu Xiu).
Nasceu durante a Dinastia Han da China antiga.
Em 9 DC, o ministro-chefe Wang Mang usurpou o trono imperial e deu início à Dinastia Xin.
Uma grande enchente no Rio Amarelo resultou em muitas perdas de colheitas, circunstância que gerou uma grande fome que gerou diversas rebeliões contra seu regime.
Morava no condado de Haiqu, no território atualmente administrado por Rizhao, Província de Xantum. Sua família tinha muitas terras.
Em 14 DC, seu filho Lü Yu, que havia servido no governo do Condado de Haiqu, foi executado pelo magistrado do condado por um delito leve. Para vingar sua morte, Mãe Lü usou sua riqueza para dar início a uma rebelião e, desse modo, comprar armas e suprimentos e recrutou camponeses pobres. Em pouco tempo, conseguiu reunir um exército de milhares de pessoas, em um contexto de grande insatisfação com o governo.
O exército formado por Mãe Lü invadiu a capital do condado de Haiqu para capturar e decapitar o magistrado do condado que havia executado o filho de Mae Lu.
Em 18 DC, morreu em decorrência de uma doença. Após a sua morte, maioria dos integrantes de seu exército, juntaram-se à Rebelião dos Sobrancelhas Vermelhas   .